# Vulnerari
Vulnerari és el medicament o planta medicinal d'ús extern emprada per al tractament d'úlceres i ferides.
El terme vulnerari deriva del llatí 'vulnus', 'vulneris' que significa ferida o cop.

## Algunes plantes vulneràries
- Àrnica, antiinflamatoria útil en cops i contusions.
- Llorer, antiinflamatori, calma el dolor d'ossos i de músculs
- Lavanda antiinflamatòria anti reuma.
- Romaní, vulnerari, anti reuma, rlaxant muscular.
- Vulnerària, cicatritzant, útil contra les contusions.